# پی یو چیترا
پی یو چیترا (انگلیسی: P. U. Chitra؛ زادهٔ ۹ ژوئن ۱۹۹۵) ورزشکار دو و میدانی اهل هند است.